# Panarabiska spelen
Panarabiska spelen  är ett så kallat multisportevenemang i Arabvärlden, och hölls första gången 1953 i Alexandria, efter att initiativet tagits av Abdul Rahman Hassan Azzam 1947. Spelen, som arrangeras av UNAOC, öppnades för damer 1985, och är tänkta att avgöras vart fjärde år. Ibland har dock politiska oroligheter och ekonomiska problem hindrat detta.

## Spel
| År   | Spel | Plats                          | Datum                    | Nationer | Aktiva | Aktiva | Aktiva | Sporter | Vinnare medaljligan       |
| År   | Spel | Plats                          | Datum                    | Nationer | Herrar | Damer  | Totalt | Sporter | Vinnare medaljligan       |
| ---- | ---- | ------------------------------ | ------------------------ | -------- | ------ | ------ | ------ | ------- | ------------------------- |
| 1953 | I    | Alexandria, Egypten            | 26 juli-10 augusti       | 9        | 650    | ---    | 650    | 10      | Egypten                   |
| 1957 | II   | Beirut, Libanon                | 13-27 oktober            | 10       | 914    | ---    | 914    | 12      | Libanon                   |
| 1961 | III  | Casablanca, Marocko            | 24 augusti-8 september   | 9        | 1 127  | ---    | 1 127  | 11      | Förenade arabrepubliken*  |
| 1965 | IV   | Kairo, Förenade arabrepubliken | 2-14 september           | 14       | 1 500  | ---    | 1 500  | 13      | Förenade arabrepubliken** |
| 1976 | V    | Damaskus, Syrien               | 6-21 oktober             | 11       | 2 174  | ---    | 2 174  | 18      | Syrien                    |
| 1985 | VI   | Rabat, Marocko                 | 24 augusti-8 september   | 17       |        |        | 3 442  | 18      | Marocko                   |
| 1992 | VII  | Damaskus, Syrien               | 4-18 september           | 18       |        |        | 2 611  | 14      | Syrien                    |
| 1997 | VIII | Beirut, Libanon                | 13-27 juli               | 18       |        |        | 3 253  | 22      | Egypten                   |
| 1999 | IX   | Amman, Jordanien               | 15-31 augusti            | 21       |        |        | 5 504  | 26      | Egypten                   |
| 2004 | X    | Alger, Algeriet                | 24 september– 10 oktober | 22       |        |        | 5 525  | 32      | Algeriet                  |
| 2007 | XI   | Kairo, Egypten                 | 11 – 26 november         | 22       |        |        | 6 000  | 32      | Egypten                   |
| 2011 | XII  | Doha, Qatar                    | 9 – 23 december          | 21       |        |        | 6 000  | 33      | Egypten                   |
| 2023 | XIII | Algeriet                       | 5 – 15 juli              | 22       |        |        | 3 800  | 22      | Algeriet                  |

- * Förenade arabrepubliken med Egypten och Syrien.
- ** Förenade arabrepubliken med enbart Egypten.
- Det genomfördes inga spel vare sig 2015 eller 2019

### Fotnoter
1. ↑  ”12th Pan Arab Games in Doha” (på engelska). Marhaba. 30 oktober 2011. Arkiverad från originalet den 1 december 2017. https://web.archive.org/web/20171201044223/http://marhaba.qa/12th-pan-arab-games-in-doha/. Läst 1 januari 2017.
2. ↑  Fem olika städer